# Université Brock
Pour les articles homonymes, voir Brock.
L'Université Brock (anglais : Brock University) est une université canadienne située à Saint Catharines (Ontario), au Canada. Elle a été fondée en 1964.

## Professeurs et élèves renommés
- Malcolm Allen
- Iain Brambell
- Charles Burton
- Denis Dyack
- Rick Dykstra
- Dennis Hull
- Liette Vasseur
- Tonya Verbeek